# タパラパ

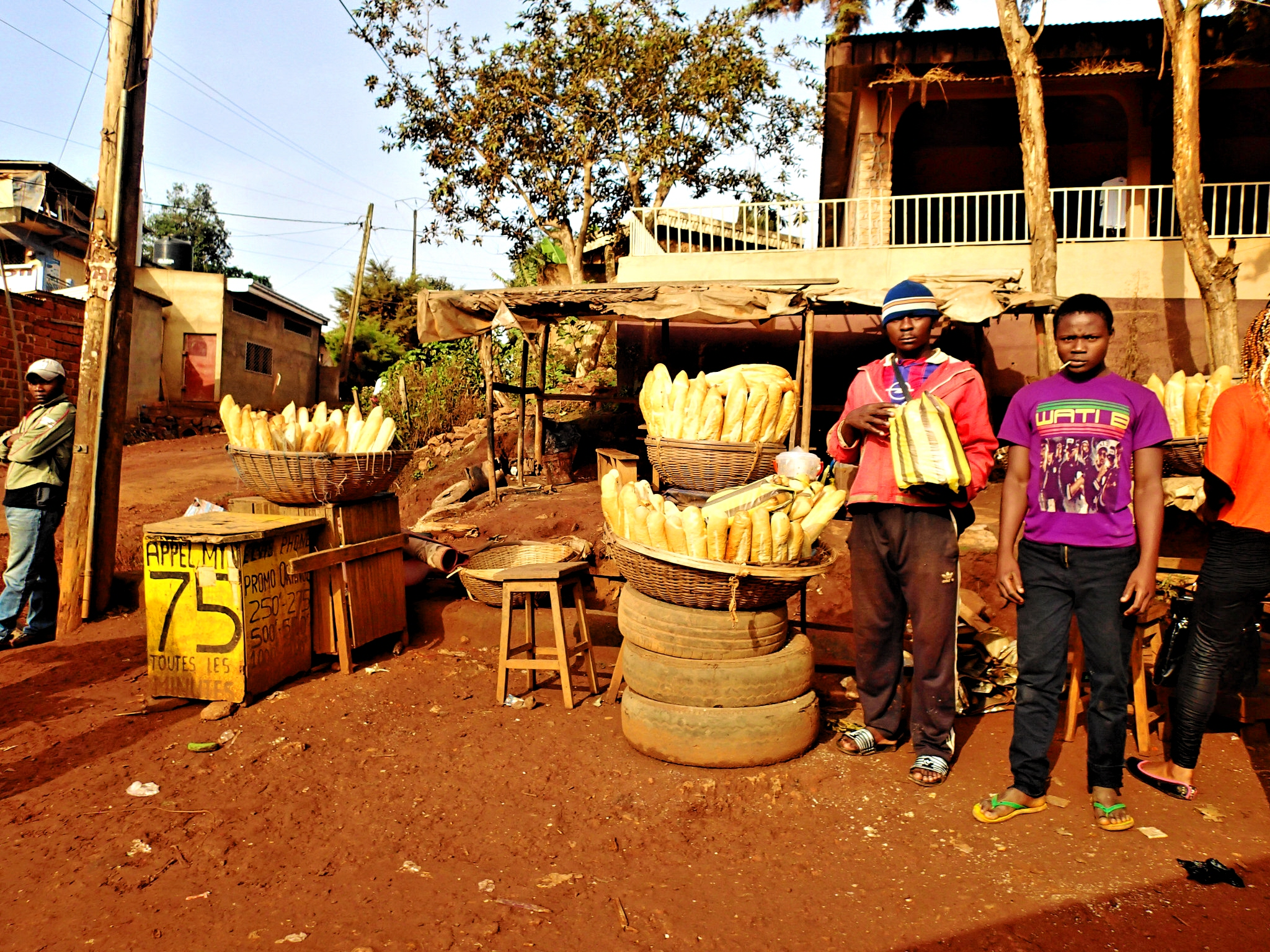
カメルーンでタパラパを販売している商人

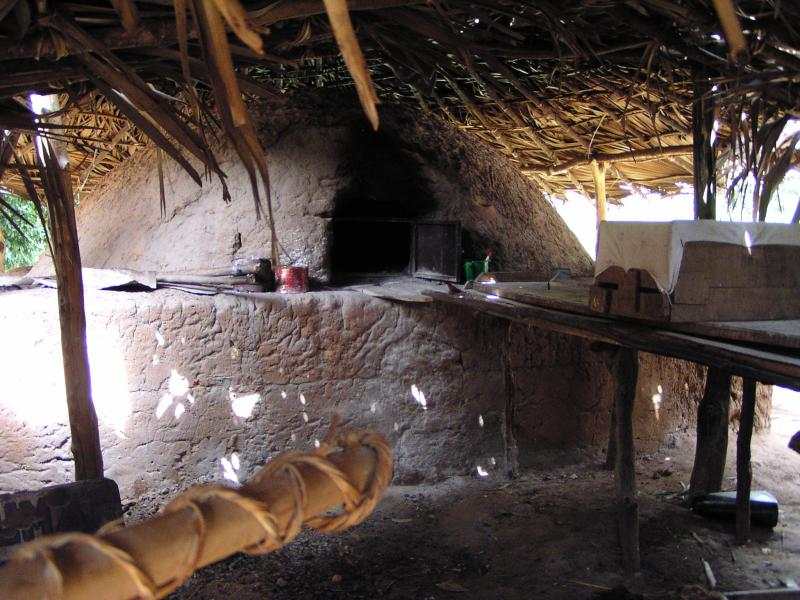
オーブンで調理中

タパラパ（Tapalapa）は、主にセネガル、ガンビア、ギニアに伝わる伝統的なパンである。形状はバゲットに類似する。
他のガンビア料理の中でも、アカラ、豆、蒸し魚と一緒に出されることが多く、主に地元のベーカリーで作られる。商品貿易としては最も一般的であるため、ガンビアではFulasが販売の多くを担う。
主原料は、他のパンと同じく小麦粉と酵母である。